# María Medem
María Medem (nascuda en 1994 · Sevilla) és una il·lustradora, autora de còmic i portadista. Va estudiar belles arts a la Universitat de Sevilla.

## Biografia
Va començar a autoeditar els seus còmics després d’haver estudiat Belles Arts. Va publicar el primer còmic llarg amb Terry Bleu, una petita editorial holandesa. Ha participat en antologies com NOW (Fantagraphics), Cold Cube (Cold Cube Press) i Clubhouse (Colorama), i també ha col·laborat i continua col·laborant amb diversos fanzines.
El 2018 va publicar Cenit a Apa-Apa, amb el qual va guanyar el premi d’autora revelació del 37 Saló del Còmic Barcelona i el premi ACDCómic de la crítica a millor autora emergent. També ha publicat Echos amb l’editorial francesa Fidèle Editions. Ha fet il·lustracions per a mitjans com ara el New Yorker i el New York Times, o per a productores com A24. També ha dut a terme animacions per a músics com Rival Consoles o Hermanos Gutiérrez. El seu còmic Por culpa de una Flor, va ser publicat al febrer del 2023 per Apa-Apa Còmics i Blackie Books.

## Primeres obres
Les seves primeres obres van ser publicades en llançaments autoeditats:
- PALIQUE (autoeditora 2017)

- DÉ JÀ VU (autoeditora 2017)
- KINKI ONÍRICA (autoeditora 2017)
- CENIT (APA-APA 2018)
- KÁRATE: ESPEJO SILENCIOSO (ÚLTIMO MONO EDICIONES 2018)
- SATORI (TERRY BLEU 2018)